# Sonate K. 98
La sonate K. 98 (F.56/L.325) en mi mineur est une œuvre pour clavier du compositeur italien Domenico Scarlatti.

## Présentation
La sonate K. 98 en mi mineur est notée Allegrissimo.

## Manuscrits
Le manuscrit principal est le numéro 1 du volume XV de Venise (1749), copié pour Maria Barbara ; l'autre étant Parme III 19. Les autres sources sont Münster III 20 et Vienne E 18.

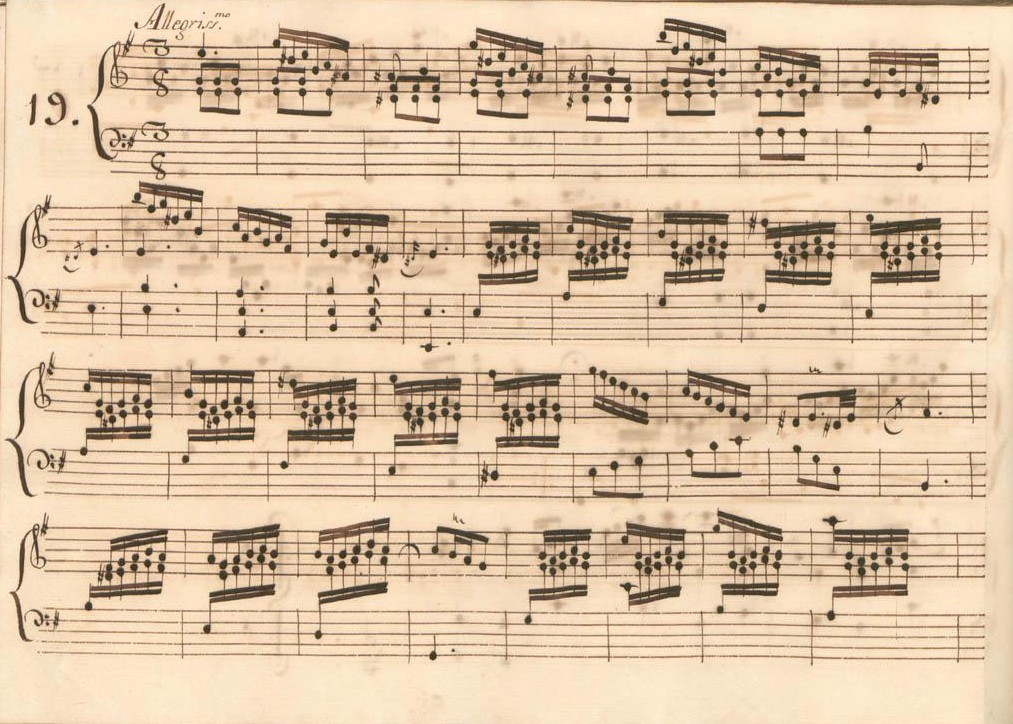
Parme II 2.
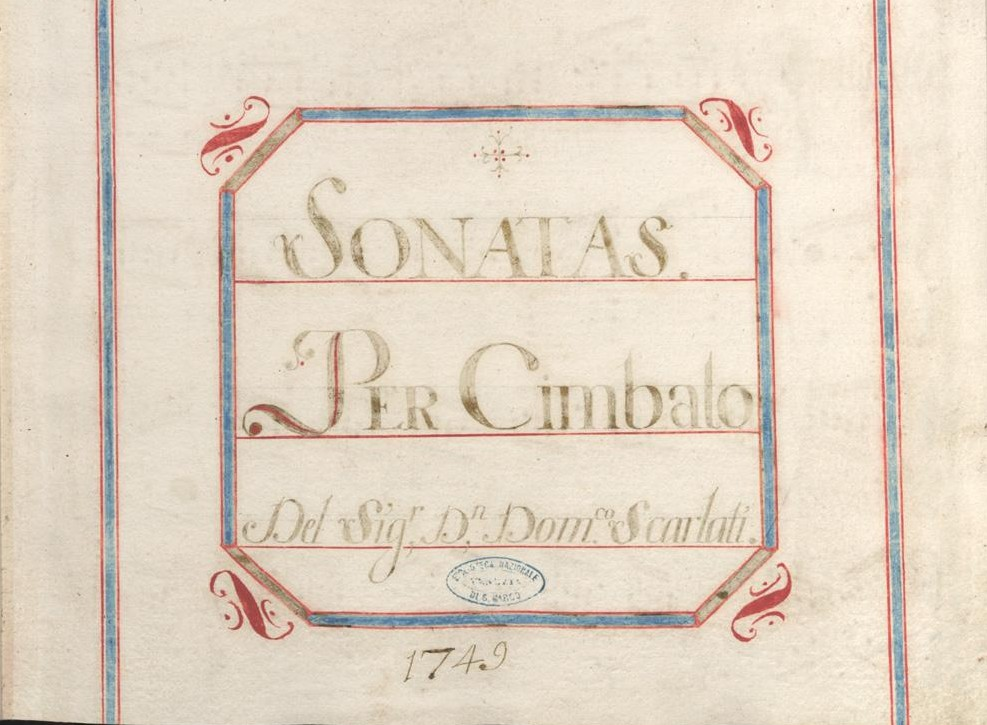
Page de titre du volume XV de Venise.
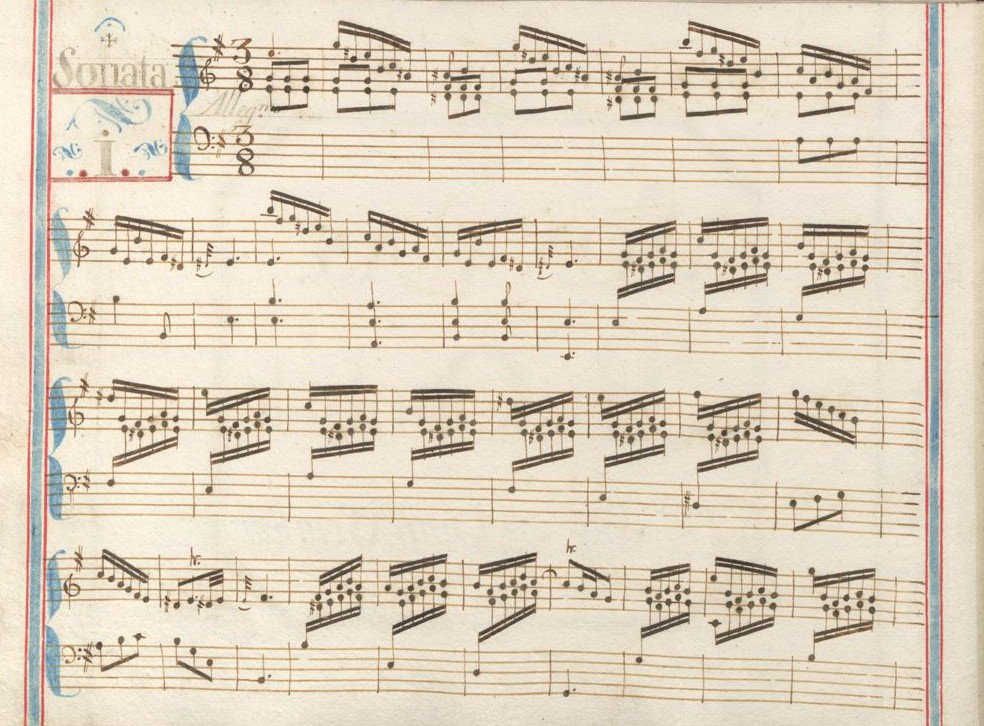
Venise XV 1.

## Interprètes
Au piano, la sonate K. 98 est défendue notamment par Kathleen Long (1950, Decca), Ivo Pogorelich (1992, DG), Zhu Xiao-Mei (1995, INA), Michael Lewin (1995, Naxos, vol. 2), Carlo Grante (2009, Music & Arts, vol. 2), Polina Osetinskaya (2019, Melodiya) et Margherita Torretta (14-16 avril 2019, Academy Productions).
Au clavecin, elle est enregistrée par Colin Tilney (1979, Oiseau Lyre), Scott Ross (Erato, 1985), Pieter-Jan Belder (2001, Brilliant Classics, vol. 2), Richard Lester (2005, Nimbus, vol. 6) et Amaya Fernández Pozuelo (2019, Stradivarius). Mie Miki la joue à l'accordéon (1997, Challenge Classics/Brilliant Classics).

## Sources
: document utilisé comme source pour la rédaction de cet article.
- Ralph Kirkpatrick (trad. de l'anglais par Dennis Collins), Domenico Scarlatti, Paris, Lattès, coll. « Musique et Musiciens », 1982 (1re éd. 1953 (en)), 493 p. (OCLC 954954205, BNF 34689181).
- Alain de Chambure, « Domenico Scarlatti : Intégrale des sonates — Scott Ross », Erato (2564-62092-2), 1985 (OCLC 891183737) .